# Dar Ghorbat
Pour plus de détails, voir Fiche technique et Distribution.
Dar Ghorbat (در غربت) est un film iranien réalisé par Sohrab Shahid Saless, sorti en 1975.

## Synopsis
La vie de travailleurs turcs en Allemagne.

## Fiche technique
- Titre : Dar Ghorbat
- Réalisation : Sohrab Shahid Saless
- Scénario : Helga Houzer et Sohrab Shahid Saless
- Photographie : Ramin Reza Molai
- Montage : Rouhollah Emami
- Production : Otto Erich Kress
- Société de production : Provobis Gesellschaft für Film und Fernsehen, Kanoon-E Sinamagran-E Pishro et Tel Film
- Pays de production :  Iran et  Allemagne de l'Ouest
- Genre : Drame
- Durée : 91 minutes
- Dates de sortie : 
  - Allemagne de l'Ouest : 1er août 1975

## Distribution
- Parviz Sayyad : Husseyin
- Cihan Anasai : l'étudiant
- Muhammet Temizkan : Kasim
- Hüsamettin Kaya : Osman
- Imran Kaya : la femme d'Osman
- Sakibe Kaya : la fille d'Osman
- Wurdu Püsküllü
- Ursula Kessler : la vieille femme
- Renate Derr : la femme dans le parc
- Stanislaus Solotar : le travailleur de la cantine
- Heinz Bernard : le travailleur du métro
- Yagizer Aybas
- Ilona Breuer
- Elvira Hentschel
- Ute Bokelmann : Hannelore

## Distinctions
Le film a été présenté en sélection officielle en compétition lors de Berlinale 1975.